# Kostel svatého Martina z Tours (Dolní Město)
Kostel svatého Martina v Dolním Městě na Havlíčkobrodsku je cennou historickou památkou. První písemná zmínka o něm pochází již z poloviny 14. století, kostel je však pravděpodobně ještě starší. Ačkoli byl renesančně i barokně upravován, ponechal si svůj gotický ráz. Výjimečný je zejména gotickými freskami ze 14. století, které se dochovaly na stěnách presbytáře a východní stěně hlavní lodi.
Kostel, před nímž stojí sloup se sochou Madony z počátku 18. století, je chráněn jako kulturní památka. Patří do skupiny tří tzv. podlipnických kostelů, pocházejících ze 14. století.

## Gotické fresky
Na žebrové klenbě presbytáře se nacházejí symboly čtyř evangelistů a andělé nesoucí mandorlu s žehnajícím Kristem, sedícím na duze. Na jeho východní stěně klečí Panna Maria a sv. Jan Křtitel. Severní stěnu pokrývaly fragmenty pašijových výjevů.
V hlavní lodi jsou malby poškozené. Přesto je však možné rozeznat scénu boje svatého Jiří s drakem a dále postavu sv. Václava s možnými alegorickými obrazy Jana Lucemburského a Elišky Přemyslovny.

## Historie
Původně byl kostel zasvěcen sv. Janu Křtiteli. Po bitvě na Bílé hoře přestal být sídlem farnosti a stal se kostelem filiálním, náležejícím k farnosti ve Světlé nad Sázavou.
Změna patrocinia ke cti sv. Martina je zmíněna poprvé v roce 1653. Pravděpodobně na konci 17. století se pak kostel stal filiálkou lipnického kostela, kterou je dodnes.

## Bohoslužby
Bohoslužby se v kostele konají ve čtvrtek v 16.30.